# Guía Michelin

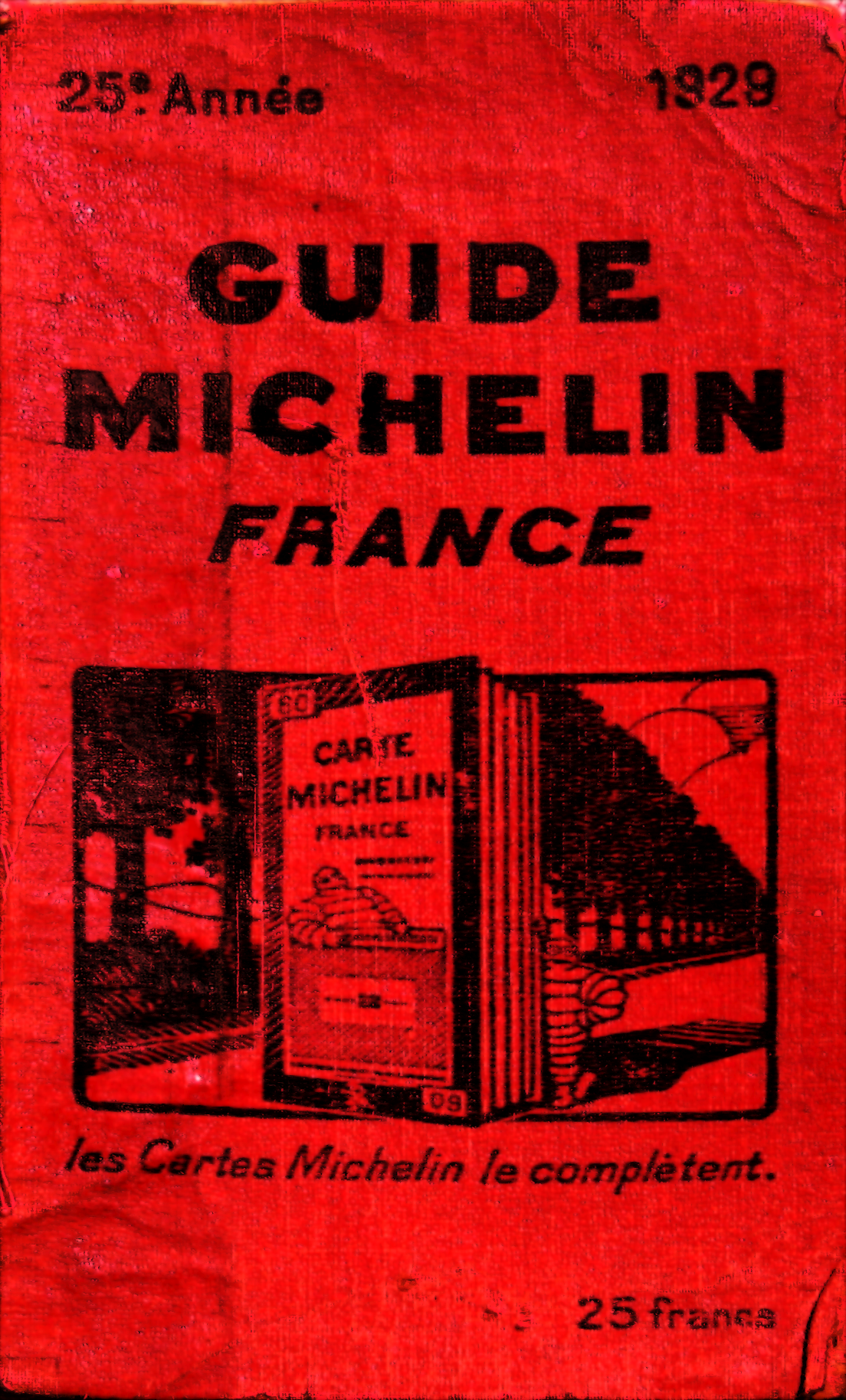
Portada de la Guide Michelin de Francia (1929).

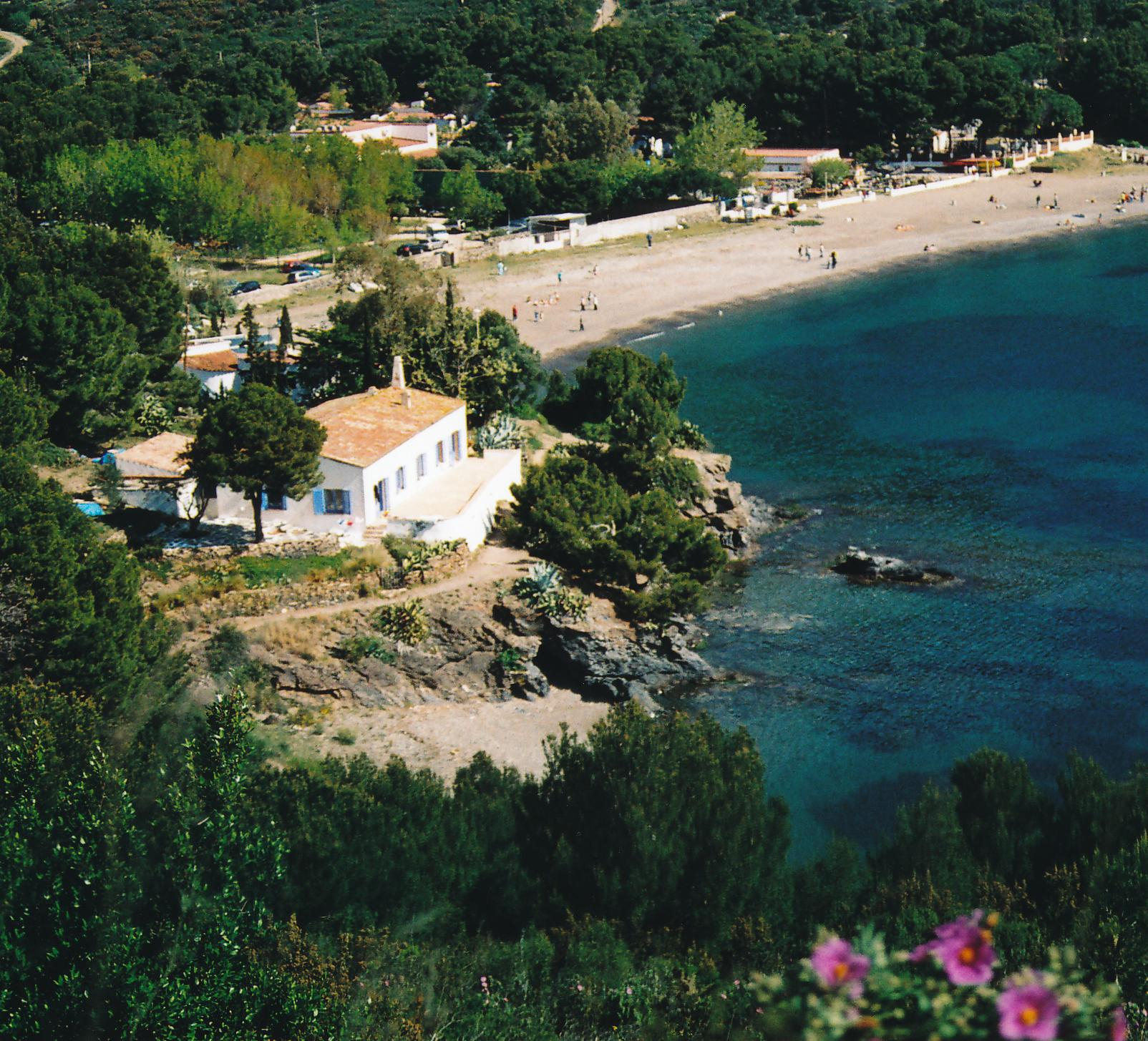
Restaurante triestrellado "El Bulli".

El término guía Michelin hace referencia a una serie de guías turísticas publicadas anualmente por la editora francesa Michelin Éditions du Voyage y sus filiales en otros territorios para más de una docena de países. Más comúnmente, la expresión se refiere a La guía Michelin, que es la más antigua de las guías europeas de hoteles y restaurantes.

## Características
La guía es popular 
por asignar de una (1) a tres (3) "estrellas de la buena mesa" a los establecimientos gastronómicos que, en referencia a distintos parámetros fijados por sus propios jueces, destacan en calidad, creatividad y esmero de sus platos. En cambio, asigna de uno a cinco cubiertos en función del confort y el servicio con que se sirve a los clientes cuando se trata de un restaurante, o de una a cinco casas por el mismo criterio si se refiere a un hotel.
En consecuencia, pueden existir establecimientos con un gran lujo (cinco cubiertos, por ejemplo) que tienen una sola estrella o ninguna; mientras que a veces sencillas mesas en cuanto a montaje y servicio, pero con una cocina distinguida pueden ser poseedoras de varias estrellas.

## Historia
La guía Michelin fue creada en el año 1900 por André Michelin y en ese momento era una guía publicitaria, que se regalaba con la compra de neumáticos. Francia contaba entonces con 2400 conductores y la guía tenía información valiosa para los pioneros del automóvil: lista de mecánicos, médicos, planos de algunas ciudades y lista de curiosidades.
A partir de 1920 la guía se comienza a vender y por primera vez aparecen en ella restaurantes. La información que proporciona es relativa a la calidad de los restaurantes; empiezan de esta forma las rondas de inspectores anónimos. En el año 1926 se comienza a utilizar la estrella para designar los mejores restaurantes, y en el año 1931 aparece la clasificación en 1, 2 y 3 estrellas. En 1926 también aparece la "Guía regional Michelin", la primera guía turística Michelin. En el año 1955 aparece el Bib Gourmand, que recompensa a la comida con calidad, generalmente de corte regional, que es servida a un precio moderado.
La concesión, mantenimiento o retirada anual de los distintos galardones y reconocimientos que otorga esta guía, entre los cuales se encuentra desde luego la propia inserción del establecimiento en cada edición (aparecer en ella ya es una importante satisfacción, dada la gran tirada con que se difunde), es motivo de controversia tanto entre los críticos gastronómicos y hoteleros como entre el público en general, por cuanto refleja un criterio subjetivo, aun siendo siempre de un equipo de expertos.

## Estrellas Michelin
Las estrellas nacen a fines de la década de 1920 y se fueron desarrollando gradualmente hasta inicios de la década de 1930. Las definiciones se introdujeron en 1936, y siguen en la actualidad: 
- Una estrella MICHELIN: Se concede a los restaurantes que, utilizando ingredientes de la máxima calidad, preparan platos con sabores distintos y a un alto nivel constante.
- Dos estrellas MICHELIN: Los platos exhiben la personalidad y el talento del chef. La cocina destaca por su refinamiento e inspiración.
- Tres estrellas MICHELIN: Este galardón se da a cocinas fuera de lo común. Los chefs que lo logran se hallan en la cima de su carrera, y su cocina se eleva a categoría de arte con platos que, a veces, se dice que serán clásicos.

Tener una o más estrellas Michelin supone que un restaurante es de los mejores en el mundo. Cerca de 2000 restaurantes de todos los países que cubre la guía tienen estrellas.

### Jueces
Son encargados de fijar varios parámetros para distinguir los establecimientos que dan la mejor calidad culinaria. Así pues, los restaurantes que deseen obtener alguna estrella deben tener en cuenta la selección de los productos, creatividad, el dominio del punto de cocción y los sabores, la relación calidad-precio y la regularidad. Además, ellos también pueden asignar de uno a cinco cubiertos en función del confort y el servicio con el que se sirve a los clientes del restaurante, o de una a cinco casas por tal criterio si es un hotel.
Cada año, un inspector viaja de anónimo, come unas 250 veces en restaurantes y se aloja unas 150 noches en hoteles. Cada uno visita más de 800 establecimientos y escribe en aproximado 1.100 informes, usando como base un manual de dicha empresa.
En cuanto a las estrellas, se otorgan en eventos especiales que tienen lugar dos veces al año. Las decisiones sobre la atribución de las estrellas se realizan por consenso.